# محاولة انقلاب 2024 في جمهورية الكونغو الديمقراطية
في 19 مايو 2024، وقعت محاولة انقلاب في جمهورية الكونغو الديمقراطية. استهدف المهاجمون الرئيس فيليكس تشيسكيدي ووزير الاقتصاد فيتال كاميرهي، وهاجموا قصر الأمة ومقر إقامة كاميرهي. كانوا مدججين بالسلاح وخاضوا قتالاً عنيفًا في منزل كاميرهي، وانفجرت قذيفة واحدة على الأقل من القتال في برازافيل، عاصمة جمهورية الكونغو المجاورة، مما تسبب في وقوع عدة إصابات.
تم إحباط محاولة الانقلاب بسرعة من قبل قوات الأمن. مدبر الانقلاب، كريستيان مالانغا، مواطن كونغولي أصبح أمريكيًا متجنسًا، أسس حزبًا مسجلاً في الولايات المتحدة سنة 2010 باسم "الحزب الكونغولي المتحد"، وأشار إلى نفسه على أنه "الرئيس" ورئيس حكومة زائير الجديدة في المنفى، والذي تم إعلانه في بلجيكا عام 2017. وقد قُتل أثناء محاولة الانقلاب.

## الخلفية
وقعت محاولة الانقلاب وسط أزمة سياسية عصفت بالحزب الحاكم الذي يتزعمه الرئيس فيليكس تشيسكيدي. دارت الأزمة حول انتخابات رئاسة البرلمان، التي كان من المقرر إجراؤها في البداية في 18 مايو 2024 ولكن تم تأجيلها لاحقًا. وكان أحد السياسيين المستهدفين حليفًا لتشيسيكيدي، وزير الاقتصاد فيتال كاميرهي، الذي كان يترشح لرئاسة الجمعية الوطنية.

## الأحداث
تم الإبلاغ عن القتال في العاصمة كينشاسا في الساعات الأولى من يوم 19 مايو، بالتزامن مع عيد العنصرة، في حوالي الساعة 04:30. تم الإبلاغ عن اشتباكات بين رجال يرتدون ملابس مموهة ويحملون بنادق هجومية وقوات الأمن بالقرب من قصر الشعب، حيث تمكن المهاجمون من الدخول. هاجم عشرون آخرون منزل فيتال كاميرهي في شارع تشاتشي في حي غومبي، ولكن تم إحباطهم من قبل حراس الأمن. كما تم الإبلاغ عن إطلاق نار بالقرب من قصر الأمة، مع ظهور خراطيش الرصاص وبقع الدم والزجاج المهشم عند مدخله.
تم القبض على ما لا يقل عن 50 شخصًا، من بينهم ثلاثة مواطنين أمريكيين، على خلفية محاولة الانقلاب. كما ورد أن بعضهم كانوا يحملون جوازات سفر كندية.
ورفع المهاجمون أعلام زائير، وهو الاسم الذي كانت تعرف به البلاد خلال فترة دكتاتورية موبوتو. كما ارتدى بعض المهاجمين رقعات عليها العلم الأمريكي. وأعلنوا أنهم يرغبون في رؤية تغيير في النظام. وأظهرت الصور المتداولة على شبكات التواصل الاجتماعي رجالًا يرتدون الزي العسكري ومسلحين ببنادق أيه كيه-47 ويرددون "تشيسيكيدي ارحل" باللغة الإنجليزية (Tshisekedi out). وظهر مالانغا في مقطع فيديو تم بثه مباشرة على صفحته على فيسبوك يصوره عند مدخل قصر الأمة محاطا برجال يرتدون ملابس مموهة تحمل العلم الزائيري. وصرخ مالانغا: "فيليكس، لقد أصبحت خارجا. نحن قادمون من أجلك".
وتم بعد ذلك نشر الجيش الكونغولي في كينشاسا برفقة مركبات مدرعة. وتم نصب حواجز على الطرق بالقرب من قصر الشعب وأجزاء أخرى من العاصمة.

## الإصابات
قُتل اثنان من ضباط الشرطة كانا يحرسان منزل كاميرهي وأربعة مهاجمين خلال محاولة الانقلاب، بما في ذلك زعيمهم كريستيان مالانغا. وأصيب عدة أشخاص بعد أن عبرت قذيفة أطلقت من كينشاسا نهر الكونغو وسقطت على أحد أحياء برازافيل، عاصمة جمهورية الكونغو المجاورة.

## التحقيقات
ذكرت التقارير الأولية أن المهاجمين كانوا أعضاء في الجيش الكونغولي قبل أن يتبين أن لهم صلة بكريستيان مالانغا. انتقل مالانغا من جمهورية الكونغو الديمقراطية إلى الولايات المتحدة في أواخر التسعينيات وعمل بائع سيارات في ولاية يوتا قبل أن يعود إلى جمهورية الكونغو الديمقراطية للعمل كضابط في الجيش. وذهب مالانغا إلى المنفى في عام 2012 بعد محاولة الانقلاب سنة 2011. أثناء وجوده في المنفى، أعلن نفسه رئيسًا لـ "زائير الجديدة" ووصف نفسه بالحزب الكونغولي المتحد، واصفًا إياه بـ "الحزب السياسي المعارض في المنفى". وصف متحدث باسم جيش جمهورية الكونغو الديمقراطية في البداية أن مالانغا مواطن أمريكي متجنس، لكن وزارة الخارجية الأمريكية ذكرت أنه لا يوجد ما يشير إلى أن مالانغا حصل على الجنسية الأمريكية.
وقال المتحدث باسم الجيش العميد سيلفان إيكينج في مؤتمر صحفي في وقت لاحق إن مالانغا قُتِل بعد مقاومة الاعتقال من قبل الحرس الجمهوري خلال القتال في قصر الأمة. كما اعتقل الجيش الكونغولي نجل مالانغا المولود في ولاية يوتا، مارسيل مالانغا، البالغ من العمر 21 عامًا.
وقال إيكينج إن الجيش ألقى القبض على "مواطن بريطاني متجنس" وصفه بأنه الرجل الثاني في قيادة المجموعة. ولم يتم الكشف عن اسمه، وقالت وزارة الخارجية البريطانية إنها على علم بالتقارير التي تفيد باحتجاز مواطن بريطاني وإنها على اتصال بالسلطات الكونغولية.
وتم التعرف على المواطن الأمريكي الثاني وهو بنيامين روبن زالمان-بولون (Benjamin Reuben Zalman-Polun)، وهو شريك تجاري لمالانغا. تخرج زالمان بولون من جامعة كولورادو وحضر دروس إدارة الأعمال في جامعة جورجتاون. وفي عام 2015، أقرّ زلمان-بولون بأنه مذنب في تهريب المخدرات. أصبح زالمان-بولون شريكًا تجاريًا لمالانغا، من خلال شركة لتعدين الذهب تم إنشاؤها في موزمبيق في عام 2022، وفقًا لمجلة رسمية نشرتها حكومة موزمبيق، وتقرير نشرته نشرة (Africa Intelligence) الإخبارية. تم القبض أيضًا على تايلر طومسون "Tyler Thompson" (تم تعريفه بشكل خاطئ في الأصل على أنه تايلور طومسون "Taylor Thomson")، وهو صديق يبلغ من العمر 21 عامًا وزميل مارسيل مالينغا السابق لكرة القدم في المدرسة الثانوية. وأعربت عائلة طومسون عن صدمتها إزاء تورطه المزعوم، قائلة إنه كان يقضي إجازته في إفريقيا مع بعض أصدقاء العائلة ولم يكن له أي نشاط سياسي سابق. وأضافوا أن جمهورية الكونغو الديمقراطية لم تكن جزءًا من خط سير رحلته المعلن.
قال أمريكي آخر، عامل في شركة فيديكس يبلغ من العمر 22 عامًا وزميل طومسون ومارسيل مالانغا السابق، إن مارسيل عرض عليه ما بين 50 ألف دولار إلى 100 ألف دولار للعمل كحارس أمن لوالده لمدة أربعة أشهر في جمهورية الكونغو الديمقراطية؛ رفض الرجل، الذي يعيش في ولاية يوتا، العرض، لأن مارسيل كان غامضًا بشأن تفاصيل الوظيفة المقترحة. وقال زملاء مارسيل الآخرون إنه قدم مقترحات مختلفة لإغرائهم بالذهاب معه إلى جمهورية الكونغو الديمقراطية، ووصفوا الفرصة في نقاط مختلفة بأنها إجازة عائلية أو كمشروع خدمي لبناء الآبار في المجتمعات الفقيرة.

## ردود الفعل
استمرت محاولة الانقلاب ثلاث ساعات، وأعلن الجيش بعدها أنه "تم إحباط المحاولة" وأن الوضع "تحت السيطرة". أصدرت السفارة الأمريكية تحذيرات عقب الاشتباكات، حيث قالت السفيرة لوسي تاملين إنهم يتعاونون مع السلطات الكونغولية في التحقيق وتعهدوا "بمحاسبة أي مواطن أمريكي متورط". وحتى 30 مايو، لم تكن السفارة قد اتصلت رسميًا بعد بالمواطنين الأمريكيين المسجونين لتورطهم في محاولة الانقلاب، ولا تعلم بأي موعد لمحاكمتهم.
أدان رئيس مفوضية الاتحاد الإفريقي موسى فكي بشدة محاولة الانقلاب، ورحب بالسيطرة على الوضع الذي أعلنته قوات الدفاع والأمن الكونغولية.